# Æðey
Æðey ([ˈaiːðˌeiː]ⓘ) es una isla de Islandia, situada entre los fiordos que dan nombre a la región de Vestfirðir. Importante en la historia de Islandia.

## Características
Se trata de una finca privada de una familia, la única de la isla, dedicada a la agricultura. Se encuentra entre las dos secciones  del municipio de Ísafjarðarbær, en Vestfirðir.
Mide unos 2,2 kilómetros de largo y 800 metros de ancho. La isla tiene muy baja altura, con el punto más alto a unos 34 m s. n. m.

## Galería

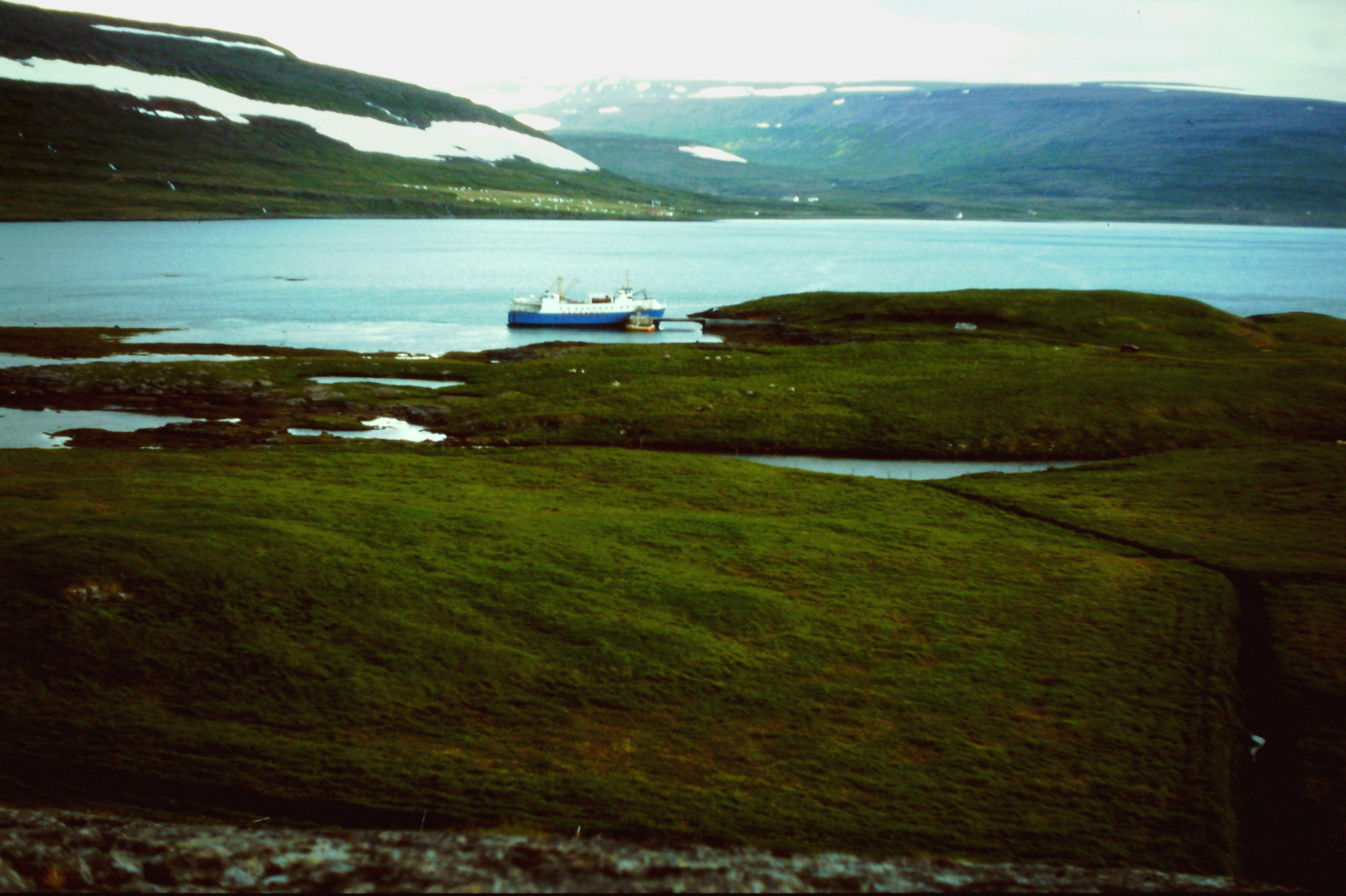